# Fotboll i Colombia
Fotboll är den populäraste sporten i Colombia. Även om Colombia inte är en av de ledande fotbollsnationerna i Sydamerika, har man både ett par duktiga professionella spelare i de största ligorna i Europa och även ett par unga talanger. Den mest kända spelaren är troligen Iván Córdoba som sedan 1999 har spelat 314 matcher för Inter i italienska Serie A.

## Klubbfotboll
Priméra División de Colombia är den högsta divisionen i Colombia. Efter högsta divisionen kommer Segunda División de Colombia. De mest framgångsrika lagen ifrån Colombia är Millonarios och América de Cali som har vunnit högsta divisionen 13 gånger var. Den stora nationella cupen i Colombia är Copa Colombia och de mest framgångsrika klubbarna där är Boca Juniors de Cali, Club Santa Fe och Millonarios som har vunnit Copa Colombia två gånger var. En av de största cuperna i Sydamerika för klubblag är Copa Libertadores. De tre första placerade lagen från Priméra División de Colombia får delta i Copa Libertadores. Den senaste gången ett lag från Colombia vunnit turneringen var 2004 då Once Caldas vann. América de Cali har kommit tvåa tre gånger, senaste gången 1996.

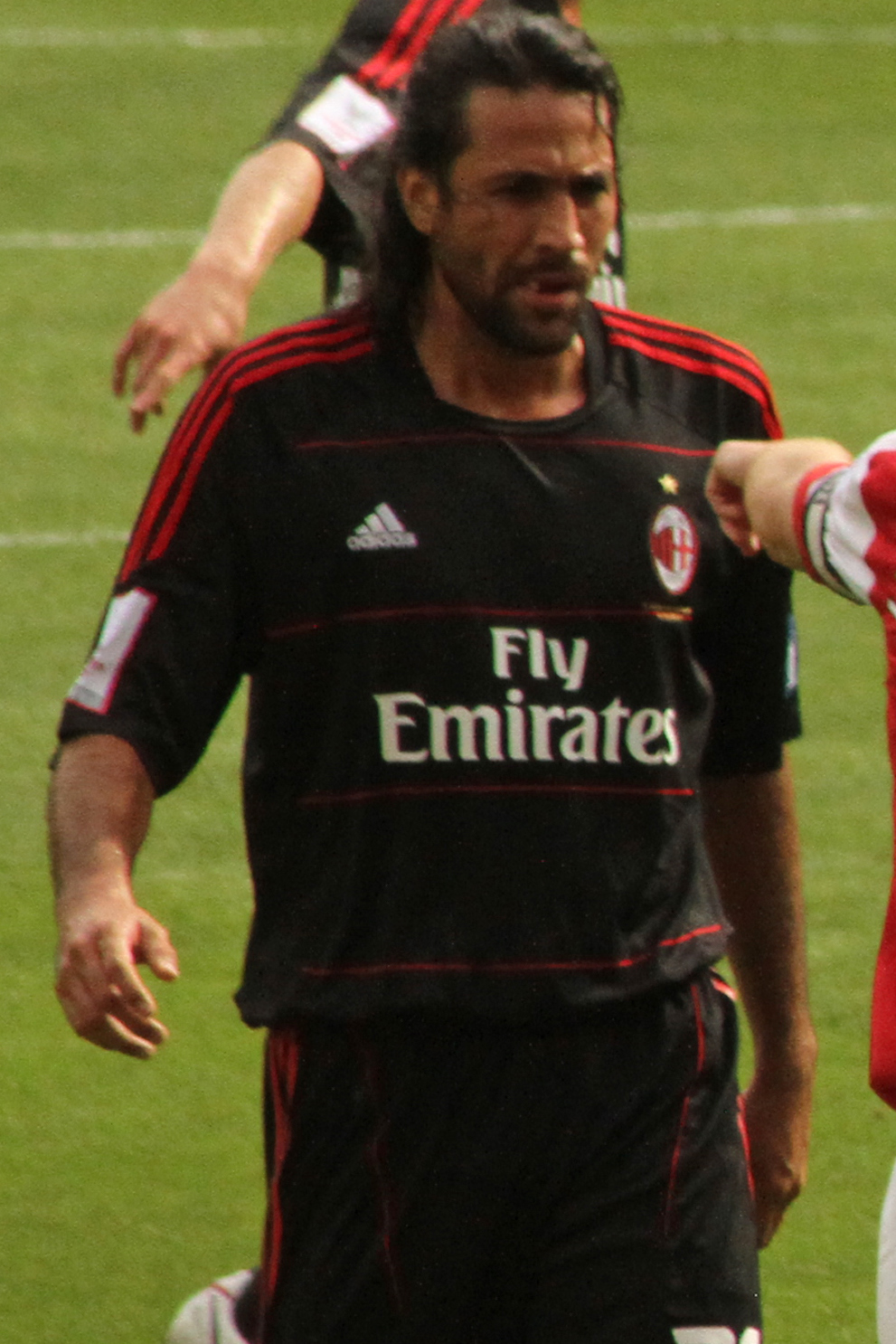
Mario Yepes

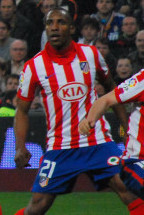
Luis Perea

## Landslag

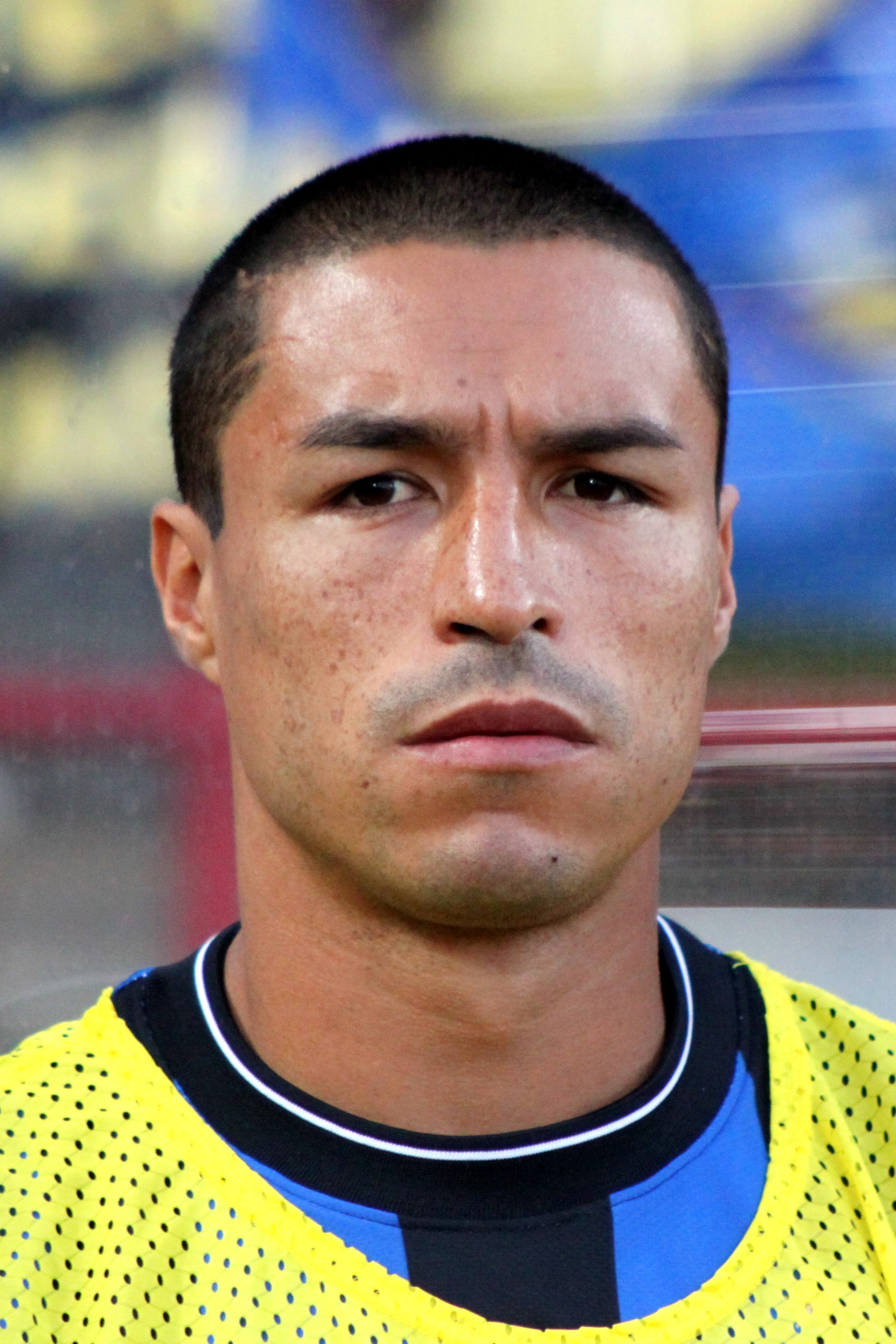
Iván Córdoba

### Herrar
Colombias herrlandslag rankas på 50:e plats i världen. Laget har kvalat in till VM fem gånger, 1962, 1990, 1994, 1998 och 2018. I sitt första VM 1962 gick det inte bra och laget fick bara en poäng och kom sist i gruppen.  VM 1990 gick det bättre och Colombia kom trea i gruppen men gick ändå vidare till kvartsfinal, men där förlorade laget med 2-1 mot Kamerun efter förlängning. 
I VM 1994 kom, liksom i VM 1962, Colombia sist i gruppen, men denna gång vann man en match och fick tre poäng. Men hade Colombia spelat oavgjort i sin sista match mot USA så hade man gått vidare från gruppen, men efter att Andrés Escobar gjort självmål i den 35:e minuten så hjälpte inte att Adolfo Valencia gjort mål i den 90:e minuten. Efter sitt självmål mördades Escobar av Humberto Muñoz. Muñoz dömdes till 43 års fängelse.  Mordet anses bland vissa ha varit en bestraffning för självmålet, medan andra antar att mördaren var utskickad av något av de spelsyndikat som satsat stora pengar på att Colombia skulle vinna matchen. I VM 1998 kom man trea i gruppen med tre poäng, men gick inte vidare från gruppen. Colombia har vunnit Copa América en gång, 2001.

### Damer
Colombias damlandslag rankas på 32:a plats i världen. Deras största framgång var när de kom på tredje plats i Sydamerikanska mästerskapet i fotboll för damer 2003.